# Carol Drinkwater
Carol Drinkwater, née le 22 avril 1948 dans le Grand Londres, est une actrice, écrivain et cinéaste britannique résidant en France. Elle a interprété Helen Herriot (née Alderson) dans l'adaptation télévisée des livres de James Herriot All Creatures Great and Small, ce qui lui vaut d'être récompensée personnalité de l'année de la télévision du Variety Club en 1985,.

## Biographie
Drinkwater est membre de la National Theatre Company sous la direction de Laurence Olivier, et a joué dans de nombreuses séries télévisées et films dont L'Enfant venu d'ailleurs, Bouquet of Barbed Wire, Another Bouquet et Golden Pennies. Drinkwater a remporté le prix de la meilleure actrice de cinéma du Critics 'Circle pour son rôle, Anne, dans le long métrage Father (1990) dans lequel elle a joué aux côtés de Max von Sydow. Parmi de nombreuses autres séries cinématographiques et télévisées, elle est apparue dans Orange mécanique (1971) de Stanley Kubrick, Queen Kong (1976), Le Cri du sorcier (1978), Father (1990), et l'adaptation cinématographique du roman de Beryl Bainbridge. Enfin elle était dans An Awfully Big Adventure (1995), réalisé par Mike Newell et avec Hugh Grant et Alan Rickman.

### All Creatures Great and Small
Drinkwater interprète Helen Herriot (née Alderson), épouse de James Herriot, pour les trois premières saisons de la série télévisée All Creatures Great and Small, diffusée sur la BBC. Elle abandonne le rôle en 1979. « J'avais donné tout ce que je pouvais et je ne pouvais pas penser à incarner un autre personnage, car il n'y avait plus d'épisode. Je suis partie malgré moi. La BBC était tellement furieuse après moi qu'elle m'a interdit de revenir. Alors ils ont refait le casting et une autre actrice a obtenu le rôle. J'étais terriblement contrarié car c'était un rôle merveilleux et que j'aurai aimé l'incarner de nouveau. Je dois dire avec le recul, et en repensant à ma carrière, que c'est l'une des rares choses dans ma vie que j'aurai fait différemment, et je ne serais pas partie. »
« Carol restera toujours mon actrice préférée », a rappelé Maggie Thomas, la maquilleuse de All Creatures. « Elle était radieuse ; jamais de mauvaise humeur ni difficile, une fille chaleureuse, joyeuse et très naturelle. Je me souviens de notre premier jour sur place. [...] Elle ne jouait pas ce premier jour, et donc n'était pas costumée. Elle était habillée pour l'été avec ses propres vêtements. Le short qu'elle portait faisait penser à un short d'éclaireur ou un peu à la M*A*S*H, mais ça rendait mieux sur elle. Elle avait l'air si espiègle, si totalement naïve de ce que les hommes pouvaient ressentir pour elle. Les membres masculins de l'équipe étaient charmés. Elle était simple, souriait et discutait avec tout le monde, profitant simplement du beau temps et faisant connaissance avec l'équipe. Ils sont tous restés amoureux d'elle aussi longtemps qu'elle jouait le rôle principal féminin. »

### Carrière ultérieure
Lorsqu'elle travaillait en Australie, Drinkwater a écrit son premier livre à succès pour enfants, The Haunted School. Depuis, elle écrit d'autres livres pour enfants. The Haunted School est ensuite adapté sous forme d'une mini-série télévisée et d'un film. Acheté par Disney, il remporte la médaille d'or des films pour enfants du Chicago International Film Festival. C'est par ce biais qu'elle rencontre son mari, Michel Noll, et s'installe en Provence.
Ses livres pour adultes comprennent des fictions commerciales et une série de mémoires à succès sur ses expériences dans sa ferme d'oliviers en Provence. En 2013, Drinkwater a travaillé sur une série de cinq films documentaires inspirés de ses deux livres de voyage en Méditerranée, The Olive Route et The Olive Tree. Les films Olive Route ont été achevés en février 2013 et ont depuis été diffusés sur les réseaux internationaux du monde entier.
En 2015, Penguin Books UK annonce un accord signé avec Drinkwater pour écrire deux romans. Le premier, The Forgotten Summer, est publié en mars 2016. Le second, The Lost Girl, en juin 2017. Drinkwater explique au Guardian, en octobre 2017, que l'expérience de la starlette Marguerite dans The Lost Girl s'inspire de sa propre expérience d'agression sexuelle par Elia Kazan lors d'une audition pour le rôle principal dans son film Le Dernier Nabab (1976). En 2018, Penguin signe un deuxième contrat avec Drinkwater pour deux autres romans. Le premier, publié en mai 2019, s'intitule La Maison au bord de la falaise. Le second, An Act of Love, est publié le 29 avril 2021.
Au cours de l'été 2021, Drinkwater passe quatre mois à filmer une série de films documentaires en six parties pour la chaîne britannique Channel 5 intitulée Carol Drinkwater's Secret Provence. Le tournage se déroule à travers la Provence, de la frontière italienne à la Camargue dans le sud de la France,.

## Vie privée
Drinkwater est la fille du chef d'orchestre et agent Peter Regan (né Peter Albert Drinkwater) et de l'infirmière irlandaise Phyllis McCormack ; sa sœur est l'actrice et auteur Linda Regan,.
Drinkwater est née à Londres et a acquis son passeport irlandais (plus tard dans sa vie) parce qu'elle se sentait vulnérable lorsqu'elle voyageait avec un passeport britannique dans certains pays, y compris ceux d'Afrique du Nord.
Au cours de la première diffusion de 1978 à 1980 de All Creatures Great and Small, elle a eu une liaison avec l'acteur qui incarnait son époux, Christopher Timothy, et qui, selon Drinkwater, a entraîné des mécontentements chez les téléspectateurs.
Elle est mariée au producteur de télévision français Michel Noll et a deux belles-filles issues du premier mariage de Noll,.
En 2017, Drinkwater accuse le défunt réalisateur américain Elia Kazan de harcèlement sexuel et de tentative de viol qui, selon elle, s'est produite en 1975 alors qu'elle était pressentie pour un rôle dans le film de Kazan Le Dernier Nabab.

### SérieThe Olive
- The Olive Farm: A Memoir of Life, Love and Olive Oil in the South of France (Little, Brown and Company, 2001)  (ISBN 0142001309)
- The Olive Season: Amour, a New Life and Olives Too (Little, Brown and Company, 2003)  (ISBN 978-0316861168)
- The Olive Harvest: A Memoir of Love, Life and Olives in the South of France (Weidenfeld and Nicolson, 2004)  (ISBN 978-0297847809)
- A Celebration of Olives  (Little, Brown and Company, 2004)  (ISBN 978-0316728034) (compilation de The Olive Farm et The Olive Season)
- The Illustrated Olive Farm (Weidenfeld & Nicolson, 2005)  (ISBN 978-0297844044)
- The Olive Route: A Personal Journey to the Heart of the Mediterranean (Weidenfeld & Nicolson, 2006)  (ISBN 978-0297847892)
- The Olive Tree: A Personal Journey Through Mediterranean Olive Groves (Weidenfeld & Nicolson, 2008)  (ISBN 978-0297847748)  (présélectionné pour le livre de voyage de l'année, Travel Press Awards 2009)
- Return To the Olive Farm (Weidenfeld and Nicolson, 2010)  (ISBN 978-0297856948)

### SérieMy Story
- The Hunger: The Diary of Phyllis McCormack, Ireland, 1845-1847
- Suffragette: The Diary of Dollie Baxter, London 1909–1913
- Twentieth Century Girl: Diary of Flora Bonnington London 1899–1900
- Nowhere to Run (histoire d'un réfugié juif pendant la Seconde Guerre mondiale), publié le 2 août 2012
- Cadogan Square  – compilation de Suffragette et Twentieth-Century Girl, août 2012

### Autres
- 1985 : The Haunted School
- 1989 : An Abundance of Rain
- 1992 : Akin to Love
- 1993 : Mapping the Heart
- 1996 : Molly
- 1996 : Molly on the Run
- 2000 : Crossing the Line: Young Women Talk About Being in Trouble with the Law
- 2001 : Because You're Mine
- 2000 : The Girl in Room Fourteen
- 2013 : Hotel Paradise
- 2014 : The Only Girl in the World
- 2015 : A Simple Act of Kindness
- 2016 : The Forgotten Summer
- 2017 : The Lost Girl
- 2017 : The Love of a Stranger
- 2019 : The House on the Edge of the Cliff
- 2021 : An Act of Love